# Солон
Солон (грец. Σόλων, близько 640 до н. е. — 558 до н. е.) — афінський політик, айсимнет, реформатор і законодавець, елегійний поет доби архаїки, один із «семи мудреців». Був сторонником Афінської демократії.

## Життєпис
Батько Солона, Ексекестид (рідше називають ім'я Евфоріон), належав до знатного евпатридського роду Кодридів, а мати була родичкою Пісістрата (двоюрідною сестрою матері Пісістрата). Рік народження Солона точно невідомий. В усіх біографічних даних, що дійшли до нас, багато легендарних прикрас. Батько Солона не мав великого статку і не користувався впливом, так що Солон належав до людей середнього стану. Вже замолоду він став займатися торгівлею, до чого його спонукали фінансові обставини сім'ї. У торгових справах він багато подорожував. Під час подорожей Солон, за переказом, зустрічався зі славнозвісними мудрецями того часу (Періандром Коринфським, Фалесом Мілетським, Анахарсісом).
На основі поширеного в античному світі переказу, Солон набув популярності завоюванням у мегарян острова Саламін. Унаслідок декількох невдач, що їх зазнали афіняни в боротьбі з мегарянами через Саламін, пропозиції щодо поновлення боротьби за «бажаний» острів, ніби-то були заборонені під страхом страти. Тоді Солон вдав божевільного і прочитав на площі свою елегію. Натхнені нею афіняни почали війну і, під начальством Солона, завоювали острів. Цей переказ, скоріше за все, легендарний: острів Саламін був завойований, імовірно, пізніше, Пісістратом (на той час відноситься може бути, і знаменита елегія). Іншою заслугою, що принесла Солону широку славу, вважалося збурення ним греків до священної війни проти міста Кірри, жителі якого знущались над Дельфійським оракулом. Нарешті, Солону приписувалася участь у вирішенні справи про осіб, винних у святотатському побитті прихильників Кілона: Солон ніби-то переконав винних підкоритися суду тридцяти. Стверджували, що він запросив для очищення храму критського жерця Епіменіда і подружився з ним. Імовірніше за все, дійсною причиною піднесення Солона і його широкої популярності була його поетична діяльність.
Солон мав схильність до хлопчиків і зараховував це в число благородних, почесних занять достойних людей. Плутарх згадує про переказ, який приписував Солону кохання до Пісістрата, завдяки якому, коли між ними відбувся розрив на політичному ґрунті, між ними залишилось почуття взаємного обов'язку.

## Творчість
Солон писав переважно елегії, темами для яких він брав моральні, соціальні і політичні питання. За збереженим (головним чином у біографів Солона, наприклад у Плутарха, і Аристотеля в «Афінській політії») уривкам його елегії ми можемо скласти уявлення про нього і його моральну філософію. Подібно іншим «мудрецям» того часу, Солон цікавився переважно питаннями практичної моралі. Він був ворогом несправедливості і всіляких крайнощів: йому приписувався вислів: «усе в міру». Завдяки своїм елегіям, Солон набув популярність як прихильник необхідних реформ, що виявляв співчуття пригнобленому демосу. Свої політичні й етичні погляди Солоний формулював у віршах і прославився також як перший афінський поет.
Подібно до Гесіода Солон вважав цілком природним прагнення людей до багатства, хоча і не бачив смислу в надмірній погоні за золотом і сріблом, за величезними земельними угіддями. З молитви дарувати йому благополуччя, забезпечене багатством, починає Солон і найбільший з творів, що дійшли до нас — елегію, звернену до муз. Однак прагнути до багатства можна тільки чесним шляхом; добробут, дарований богами, міцний від коренів до верхівки, а багатство, придбане насильством або зухвалістю («гібрис»), що прийшло до людей у результаті їх несправедливих вчинків, спричиняє лихо, тому що Зевс бачить кінець усього і насилає на винних у несправедливому збагаченні заслужену відплату. Якщо у Гесіода за головний гріх вважається несправедливий суд, а кара, що насилається Зевсом, має характер стихійного лиха (неврожай, мор тощо), то у Солона користолюбство багатіїв підриває зсередини соціальний організм, тому що веде до поневолення одних громадян іншими і до міжусобних війн, що спустошують державу. Солон переконаний, що над його рідними Афінами розпростерта благодійна длань богів, що охороняє місто від загибелі; однак самі громадяни своїм нерозум'ям і користолюбством штовхають державу в прірву усупереч волі богів, тому на перший план висувається особиста відповідальність людини, здатної своїми діями заподіяти вітчизні непоправний збиток.

## Політична діяльність
Наприкінці VII — початку VI ст. до н. е. Стародавні Афіни роздирало протистояння аристократії, що зосередила у своїх руках владу, а також більшу частину земель, і більшості населення, обтяженого боргами, через що багато хто потрапив в становище гектеморіїв, тобто найманих робітників, що обробляли землі знатних за шосту частину врожаю, тобто досить незначну частку. Багато хто за борги потрапив в особисту кабалу, дехто був проданий за кордон. Нарешті, у руках евпатридів знаходилися цілком і управління, і суд. Крім багатої знаті і приниженої маси бідняків, існував уже досить численний середній клас, створений новими економічними чинниками: торгівлею і промисловістю. Цей клас, разом з бідняками, був зацікавлений у реформах — і на нього мав спиратися Солон, так само як і на найрозсудливішу частину евпатридів. Соціальна ворожнеча погрожувала небезпечною боротьбою, результатом якої могла стати тиранія. За переказом, деякі переконували Солона прагнути до тиранії, але він відмовився, тому що «тиран гине сам і губить свій дім» — мотив відмови, дуже характерний для грецької моралі того часу.
Близько 594 до н. е. афіняни обрали Солона правителем і архонтом і надали йому повноваження на проведення політичних і економічних реформ (можливо, втім, що реформи Солона мали місце двадцятьма роками пізніше). Реформи були досить радикальні. Солон почав з сейсахфії: скасував борги, що забезпечувалися землею або особою боржника (дехто вважає, що були знищені усі взагалі борги, але це сумнівно), домігся звільнення тих, хто вже потрапив у рабство за борги, і заборонив надалі робити позики під заставу особистої свободи. Солон вжив заходів і до того, щоб повернути на батьківщину по можливості всіх, хто за борги був проданий за межі Аттики: їх викуповували, але на які кошти — невідомо. Сейсахфія розчистила ґрунт для подальших реформ. Сейсахфія була єдиною радикальною мірою Солона; у всій іншій реформаторській діяльності він виявляє схильність до «золотої середини», до помірності, до можливого примирення нових вимог зі збереженням старого. Законодавча діяльність Солона не обмежилася сейсахфією і реформою державного устрою: він реформував все афінське право, за винятком карного. Що стосується управління, Солон установив в Афінах тимократичну систему, зв'язавши права громадян на участь у виборах і участь у політичній діяльністю з їхнім доходом. Пентакосіомедімни (1-й клас), що мали річний дохід більше ніж 500 медимнів (52,5 літри) зерна, і вершники або «гіпії», «іпеї» (2-й клас), з річним доходом 300 — 500 медимнів зерна, могли засідати в Раді і посідати найбільш високі посади. Зевгіти або «двоконники» (3-й клас), річний дохід, яких становив 200 — 300 медимнів зерна, могли посісти нижчі посади і входити в Раду п'ятисот, у той час як найбідніші громадяни, або фети (4-й клас), дохід яких становив менше 150 медимнів зерна, могли брати участь тільки в Народних зборах. Рада також являла собою одне з нововведень Солона; члени Ради щорічно обиралися чотирма афінськими філами, по 100 чоловік від кожної філи. Солон створив і апеляційний суд — геліею, — що була фактично Народними зборами з кворумом у 6000 чоловік, де розглядалися оскарження вироків.
Солон впровадив зміни у сімейне і родове право (закони про сиріт-спадкоємців, дуже важливий закон про спадкування, що дозволило при відсутності дітей розпорядження майном за заповітом, чим завданий був удар родовій замкнутості тощо). Він обмежив придбання землі (щоб перешкодити скупченню її в деяких руках), регулював відносини сусідів по землеволодінню (наприклад, заборонив затінювати посадками на межі землю сусіда), користування джерелами води, установив деякі правила, що стосуються торгівлі (заборонив вивіз з Аттики сільськогосподарських продуктів, крім олії), ввів нову систему вагів і мір, а також почав карбування монети, що успішно конкурувала з монетою інших грецьких держав (ввів в Афінах евбейську систему), дозволив свободу зібрань для релігійних, торговельних та інших цілей, приймав міри проти розкоші (і зокрема проти розкоші жінок). Інші економічні реформи заохочували розведення в Аттиці оливи, а також стимулювали виробництво і торгівлю в Афінах (для чого іноземним ремісникам надавалося афінське громадянство).
З інших законів Солона важливе значення мав дозвіл кожному складати скарги на несправедливість, заподіяну навіть особі, зовсім сторонній для скаржника, і вимога, щоб під час хвилювань і міжусобиці кожний примикав до однієї з партій; хто не виконував цього, піддавався атімії, позбувався громадянських прав (спрямування цього закону — охоронити поліс від тривалих смут і від захоплення влади енергійною меншістю, що спирається на політичну індиферентність маси).
Закони Солона були написані на дерев'яних таблицях (кірбах), укладених біля рами, що оберталися на осі. Справжній текст цих законів не зберігся, тому важко беззаперечно вказати, які з них дійсно були видані Солоном і які лише згодом приписані йому. Реформоване Солоном право виявилося живучішим за встановлений ним політичний лад і вплинуло на деякі пізніші законодавства (наприклад, на римські закони ХІІ таблиць). Солон призначив виданим ним законам столітній (за іншими звістками — десятилітній) термін і виїхав з Афін під приводом торгових справ, передавши владу архонта союзнику й на думку більшості дослідників братові — Дропиду. Він бажав уникнути наслідків невдоволення, що він збудив у багатьох своїми реформами: в уривку однієї з елегій він сам говорить, що багато хто був незадоволений ним, тому що він не зробив переділу всієї землі, на яку вони сподівалися; інші (знатні) вважали, що і так він зайшов занадто далеко. Плутарх цитує висловлення Солона: «Важко у великих справах догодити одразу всім».
Припускали, що Солон відвідав тоді Кіпр, Єгипет і Лідію (відомий легендарний переказ про його відвідування двору Креза). Боротьба партій Лікурга, Метакла та Пісістрата, що відновилася в Афінах, зрештою призвела до встановлення тиранії Пісістрата, якій Солон намагався протидіяти. Коли тиранія утвердилася, Солон все-таки залишився в Афінах, де помер за деякими свідченнями через два роки. Існував також переказ, що попіл Солона був розвіяний на острові Саламін.

## Цікаво
Солон ухвалив рішення позбавляти громадянських прав осіб, які не проявили інтересу до громадського життя — тобто, звичайних нешкідливих обивателів. у 4 ст. до н.е Плутарх пояснював цей закон Солона бажанням правителя, щоб кожен громадянин «зараз же встав на сторону партії, що захищає добре, праве діло, ділив з нею небезпеки, допомагав їй, а не чекав без усякого ризику, хто переможе».